# Polnička
Polnička (německy Pelles) je obec v okrese Žďár nad Sázavou v Kraji Vysočina. Žije zde 805 obyvatel.

## Historie

### Polnička na počátku dějin[4]
Polnička a celé její okolí se nachází na pomezním kraji Českomoravské vrchoviny u pramenů řeky Sázavy. Tím pádem lze očekávat, že se osídlení tomuto místu dlouho vyhýbalo. Husté lesy a místy bažiny jsou dodnes pozůstatkem z oné doby. Tato oblast leží na samé zemské hranici Čech s Moravou, která byla dlouhou dobu prorostlá širokým pásem pohraničních lesů.
Tuto skutečnost dokládá i kronika Jindřicha Heinburského napsaná přibližně v roce 1294:
„Avšak jednou se stalo, že rytíř Přibyslav,
se spěšně za Jencem vydal,
chtěje s ním o lese jednat, a k jednání skutečně došlo.
Když pak již tito dva své rozmluvy navzájem vedli,
náhodou stalo se též, že pan Přibyslav tázal se Jence,
co a jak s klášterem jest, jejž on tam budovat začal,
způsobem jakým a proč pak zanechal úmyslu svého.
Janec mu vyprávěl hned a všechno zevrubně líčil,
kterak s ním opat Slávek stran toho jednal, on sám že
nezměnil úmysl dosud a les že je celý v témž stavu.
Přibyslav pocítil radost z té řeči a nadšeně zvolal:
„Ó můj Bože, o Kriste, to místo mé kdyby bylo,
jakož i celý ten les, svůj slib pak mohl bych splnit…“
Stále můžeme ve Žďárských lesích najít zbytky tohoto přirozeného zemského opevnění, které donedávna tvořily prales kolem Žákovy hory. Je pravda, že tyto lesy nebyly souvislé. V lesích se často nacházely bažiny, které lidem znesnadňovaly volný průchod lesem. Ve Žďárských lesích se také nacházela komunikace důležitá pro přepravu mezi Čechy a Moravou. Například taková Haberská stezka, která směřovala od Kolína k Německému Brodu a k Jihlavě. Procházela tu ale další důležitá cesta, nazývaná podle Libice u Chotěboře, Libická stezka. Touto cestou se přicházelo do Polničky, pak k Vojnovu Městci, Ransku, Sobiňovu, Bíleckému rybníku, pak dále pokračovala k Chotěboři. Odtud se cesta točila k východu, přešla u mlýna Bezlejova pohodlným brodem přes Doubravku, aby se po jejím pravém břehu dostala do Libice.

### První zmínka[4]
První zmínku o Polničce můžeme nalézt v listině Václava II. vydanou dne 18. června roku 1293, kterou král Václav II. obnovil výsady udělené jeho otcem Žďárskému klášteru. Z listiny se můžeme dočíst, že klášter dal městečku pravomoc vykonávat část svých práv. Tuto listinu doplnil ustanovením, že žďárští poddaní budou v budoucnu souzeni a trestání pouze od klášterních, a ne od zeměpanských úřadů. Lidé z Polničky, Stržanova, Světnova, Škrdlovic, Lhoty a Radostína patřili pod soud ve Vojnově Městci a lidé z Křižanova, Horní Bobrové a z Nového Města patřili pod soud v městečku Žďár.

### Polničské železárny[4]
Žďárské vrchy patřily v minulosti k velice významným oblastem pro železářský průmysl v Česku. V této oblasti se nacházela řada nalezišť železných rud a husté rozlehlé lesy, které byly nezbytné pro výrobu dřevěného uhlí jako paliva. Pro tento průmysl byla také nezbytná vodní energie, kvůli které lidé začali s výstavbou rybníků a dalších vodních děl.
Metalurgie železa byla nejvýznamnějším odvětvím průmyslové výroby v kraji. Největší rozkvět toto odvětví zažilo od poloviny 14. do konce 19. století a vystřídala se v něm řada různorodých forem od primitivních železářských pecí, přes šachtovité pece a dýmačky až k dřevouhelným vysokým pecím.
Polnička je jedním z nejstarších středisek železářství. Kromě toho zde byly v provozu 2 mlýny a zřejmě i pila. Všechny tyto dílny poháněla voda z kaskády zdejších rybníků: Velké Dářko, Nový, Železný, Stříbrný a Hamerský. Polnička svými železárnami značně přispěla k vývoji železářské techniky v českých zemích.
V roce 1407 se Čeněk z Lípy, pán na Ronově a Letovicích, nepohodl s klášterem, a proto mu násilím odebral několik pozemků. Všechny pracující dělníky z Polničky vyhnal a dosadil do tamních hamrů své pracovníky. V roce 1409 v Polničce fungovaly 2 hamry. Jeden na místě dnešního dvojdomku (čp. 163 a 164) a druhý pod hrází Hamerského rybníka.
V první polovině 15. století měl hamr v Polničce 2 vlastníky. V roce 1457 hamerník Kašpar Kytšmíd nechal v přibyslavských městských knihách přepsat polovinu svého hamru na své děti. Do jejich plnoletosti se o hamr staral jeho nejstarší syn Mikuláš, který byl již dospělý. V roce 1459 došlo ke sporu o druhou polovinu polničského hamru, kterou vlastnil Václav s jeho matkou. Nakonec tento spor vyřešil až přibyslavský rychtář Šimek tak, že hamerníci Kašpar Kytšmíd a jeho nejstarší syn Michal odkoupili od Václava a jeho matky jejich polovinu polničského hamru.
V roce 1496 pracoval na polničském hamru hamerník Hanuš. Zhruba o 100 let později v roce 1593 na hamru pracovali hamerníci Řehoř a Lorenc. Ti museli každý rok z provozu hamru odvádět poplatek v podobě čtyř kop grošů, jedné libry zázvoru, jedné radlice a jednoho krojidla. V roce 1611 Matouš Augustin Lejský z Rosenbachu, správce žďárského panství, hamr odkoupil. Jeho plán byl rozvést polničský průmyslový podnik natolik, aby byl schopný vyrábět železářské zboží pro veškeré potřeby dietrichštejnských dvorů. Z tohoto plánu nakonec sešlo, protože Dietrichštejn měl s celým žďárským majetkem naprosto jiné úmysly. Proto bylo možné si hamr v Polničce zase pronajmout.
Od roku 1653 se obec Polnička mohla pyšnit dvěma vysokými pecemi s jedním komínem. K nim patřila kuplovna (tavná pec), cánhamr (výroba tyčového železa), puchýř (místo pro drcení železné rudy) a hospodářské budovy. K vytápění se používala rašelina, která se v okolí Polničky hojně vyskytovala. V té době také vznikl nový hamr v dolní části obce. Po zániku tohoto hamru zde byl zřízen mlýn o dvou složeních stoupou a olejnou. Opat Otto Logck začal rozprodávat své pozemky a veškerý majetek, kvůli jeho tíživé peněžní situaci. Mlýn prodal Václavu Tálskému za 600 zlatých. Dalším majitelem byl Josef Tálský. Od něho koupil mlýn pan Červený, později Blažíček a roku 1905 Karel Hladík z Pořežína. Po dlouhou dobu připomínala bývalý hamr hromada škváry u domu s nynějším číslem popisným 72. Cedule, která nesla nápis „rok 1653“, označovala vznik hamrů. Tuto ceduli uchovávali ve mlýně, dokud tam v roce 1919 nevypuknul požár. Posledním vlastníkem mlýna, který řemeslo provozoval, byl Karel Hladík. Nyní je majitelkou dcera Hana Hladíková.

### Další informace
Suroviny Polnička brala z nedalekých jedenácti povrchových dolů a šachty Gabriel. Ruda obsahovala až 32 % železa. Po roku 1838 dodávala na trh kolejnice a pro stavbu vodovodu ve Vídni také například litinové potrubí.

## Obyvatelstvo
| Rok            | 1869  | 1880  | 1890  | 1900 | 1910  | 1921 | 1930  | 1950 | 1961 | 1970 | 1980 | 1991 | 2001 | 2011 | 2021 |
| -------------- | ----- | ----- | ----- | ---- | ----- | ---- | ----- | ---- | ---- | ---- | ---- | ---- | ---- | ---- | ---- |
| Počet obyvatel | 1 182 | 1 094 | 1 063 | 965  | 1 024 | 925  | 1 146 | 719  | 716  | 647  | 616  | 601  | 596  | 787  | 796  |
| Počet domů     | 153   | 155   | 147   | 147  | 152   | 152  | 176   | 186  | 177  | 178  | 180  | 206  | 221  | 273  | 275  |

## Obecní správa
V letech 1869–1980 Polnička byla obcí v okrese Polná (1869), poté v okrese Chotěboř (1880–1930) a později v okrese Žďár nad Sázavou (v roce 1950 Žďár). Od 1. července 1980 do 31. prosince 1991 patřila jako část města k Žďáru nad Sázavou a od 1. ledna 1992 je opět samostatnou obcí.

### Obecní symboly
Znak a vlajka byly obci uděleny rozhodnutím předsedy Poslanecké sněmovny Parlamentu České republiky dne 9. dubna 2002.

## Školství
- Základní škola a Mateřská škola Polnička

## Pamětihodnosti
- Boží muka u křižovatky
- Boží muka v horní části obce
- Krucifix
- Výklenková kaplička – poklona

## Turistika
- Naučné stezky
  - Naučná stezka Velké Dářko
  - Naučná stezka Žákova hora
- Památkové rezervace
  - Národní přírodní rezervace Dářko
  - Národní přírodní rezervace Radostínské rašeliniště
  - Národní přírodní rezervace Žákova hora
- Cyklotrasy
  - Santiniho cyklotrasa
  - Z Polničky za Karlem Havlíčkem Borovským[10]